# Eating Out
Eating out è un film romantico-commedia a tematica gay prodotto dagli Stati Uniti nel 2004, diretto e scritto da Q. Allan Brocka.

## Trama
Tiffani von der Sloot è una donna che non si accontenta del proprio ragazzo, Caleb Peterson, uno studente dell'Università dell'Arizona, per via delle sue scarse prestazioni sessuali e di conseguenza lo molla. Il ragazzo si confessa col suo migliore amico gay nonché suo compagno di stanza, Kyle. Quest'ultimo gli fa notare quanto sia facile per lui raggiungere qualsiasi donna, perché, appunto, è gay. Più tardi, a una festa, Gwen Anderson, scarica il fidanzato/tromba-amico perché ammette di essere gay. Caleb si infatua della ragazza. Incontra poi Marc Everhard, un ragazzo amato segretamente da Kyle. Caleb dice di essere gay, attirando a sé sia Marc che Gwen. Kyle appoggia il ragazzo, capendo che grazie all'amico è in grado di arrivare a Marc.
Caleb e Marc incominciano a uscire e comprano dei film per vederli tutti soli a casa. Durante la visione dei film, Marc cerca di provarci con l'ospite, ma quest'ultimo si dimostra particolarmente timido e impacciato. Gwen, che è bloccata a casa di un'amica, telefona ai ragazzi. La ragazza seduce per telefono Caleb, arrivano addirittura a praticare sesso orale, che si fa fare un pompino da Marc. Una volta terminato il pompino ha inizio una rapida masturbazione da parte di Marc. Caleb torna a casa, ma viene fermato da Gwen e i due hanno un rapporto sessuale. 
Il mattino successivo Marc chiama Caleb e lascia un messaggio vocale. Kyle capisce quello che è successo e incolpa l'amico. Caleb, non potendo più mentire su proprio orientamento sessuale, decide di invitare Gwen e Marc a cena, in modo da chiarire la situazione. Tuttavia l'intrusione da parte della famiglia di Caleb rovina il piano. Kyle propone un piano: Caleb fa finta di stare con Gwen e Marc di stare on Kyle. Il piano viene accettato da tutto il gruppo, ma a peggiorare la situazione arriva Tiffani. Gwen rivela ai genitori e alla sorella di Caleb l'omosessualità del figlio, che viene subito accettata, causando un abbraccio collettivo.
Dopo l'uscita di scena della famiglia di Caleb e di Tiffani, Gwen attacca Kyle, pensando che lui stia cercando di posizionarti tra Marc e Caleb. Caleb rivela la verità sul suo orientamento sessuale, causando prima un'indignazione da parte di Gwen e successivamente la sua ammirazione. Gwen e Caleb si fidanzano. Marc capisce che non ha mai amato Caleb, bensì Kyle. I due parlano e, infine, si baciano.

## Sequel
Negli anni successivi sono stati realizzati diversi sequel:
- Eating Out 2: Sloppy Seconds (2006)
- Eating Out: All You Can Eat (2009)
- Eating Out: Drama Camp (2011)
- Eating Out: The Open Weekend (2011)